# (1500) Jyväskylä
(1500) Jyväskylä es un asteroide perteneciente al cinturón de asteroides descubierto el 16 de octubre de 1938 por Yrjö Väisälä desde el observatorio de Iso-Heikkilä, Finlandia.

## Designación y nombre
Jyväskylä fue designado inicialmente como 1938 UH.
Posteriormente se nombró por la ciudad finesa de Jyväskylä.

## Características orbitales
Jyväskylä orbita a una distancia media de 2,242 ua del Sol, pudiendo alejarse hasta 2,668 ua. Su inclinación orbital es 7,437° y la excentricidad 0,1898. Emplea 1227 días en completar una órbita alrededor del Sol.